# Кошулинский, Руслан Владимирович
Русла́н Влади́мирович Кошули́нский (укр. Руслан Володимирович Кошулинський; род. 9 сентября 1969, Львов, УССР, СССР) — украинский политический деятель, заместитель главы партии Всеукраинское объединение «Свобода». Заместитель Председателя Верховной Рады Украины в 2012—2014 годах. Кандидат в президенты Украины на выборах 2019 года.

## Биография
Родился 9 сентября 1969 года во Львове.
В 1986 году окончил Львовскую специализированную школу-интернат спортивного профиля. С 1987 по 1989 год был старшим сержантом срочной службы советской армии, службу проходил в Группе советских войск в Германии), являлся заместителем командира взвода.
В 1991 году окончил кооперативный техникум во Львове.
В первой половине 1990-х годов работал инженером, поваром в артели старателей в Красноярском крае Российской Федерации.
С 1996 года — член СНПУ (в будущем — «Свобода»)
В 2001—2002, 2004—2006 годах — помощник-консультант народного депутата Украины. В 2006—2007 годах занимался предпринимательской деятельностью.
В июле 2006 года окончил обучение в Тернопольском государственном экономическом университете по специальности «право» и получил квалификацию бакалавра.
С августа 2008 года является заместителем председателя Всеукраинского объединения «Свобода».
С ноября 2010 года — председатель фракции «Свободы» во Львовском городском совете, член постоянной депутатской комиссии финансов и планирования бюджета.

## Политическая деятельность
На парламентских выборах 2012 года Кошулинский шел по партийному списку «Свободы» под 12-м номером и возглавлял центральный избирательный штаб партии.
С 13 декабря 2012 по 27 ноября 2014 года — заместитель Председателя Верховной Рады Украины. Активный участник Евромайдана.
В феврале 2015 года был мобилизован для прохождения службы в вооружённых силах Украины. Службу проходил на Донбассе в звании сержанта.
Выдвинут кандидатом в мэры Львова от ВО «Свобода» на выборах 25 октября 2015 года.
22 января 2019 года выдвинут кандидатом в президенты Украины от объединённых националистических сил.
Участвовал как кандидат от «Свободы» в довыборах в Верховную раду Украины, проходивших 28 марта 2021 года в избирательном округе № 87 в Ивано-Франковской области. Согласно обнародованным Центральной избирательной комиссии Кошулинский занял третье место, набрав Руслана Кошулинского, получившего 28,51% (14 311 бюллетень от общего числа 50 181, признанных действительными), уступив кандидату от «Слуги народа» Василию Вирастюку, набравшему 30,95% голосов (15 536 голосов) и бизнесмену Александру Шевченко, выдвинутому партией «За будущее», набравшего 30,11% (15 114 голосов).

## Скандалы
8 декабря 2015 года в сессионном зале Львовского областного совета (во время его пикетирования участниками АТО вместе с их семьями) завязалась драка между депутатом от партии «Всеукраинское объединение „Свобода“» Русланом Кошулинским и помощником председателя Львовского облсовета Валентином Харловым. Кошулинский обвинил Харлова в провокации и набросился на него с кулаками.

## Семейное положение
Жена — Мария Васильевна (1967). Воспитывает троих детей — дочерей Кристину (1991) и Иванну (1993), сына Богдана (2002).

## Награды
- Медаль «За жертвенность и любовь к Украине» (2015)[5].